# アイルランドの国章
アイルランドの国章（アイルランドのこくしょう、愛: Armas na hÉireann、英: Coat of arms of Ireland）は1945年11月9日にアイルランドの正式な国章として制定された。意匠は聖パトリックの青を地色にし、その上に銀色の弦を張られた金の竪琴が描かれている。

## 概要

アイルランドの旗（1542年-1801年）

アイルランドの国章の竪琴は紋章でもあり、イギリスの国章の左下や、カナダの国章の盾部分の左中央部にも描かれている。
紋章記述は次のとおり。
Ar ghorm cláirseach órga na sreanga airgidí.（アイルランド語）
Azure a harp Or, stringed argent.（英語）
アジュール、オーアの竪琴、アージェントの弦。
この国章が、アイルランド王の紋章であることが13世紀から言及がある。これらの武器は、イングランドのヘンリー8世がアイルランド卿を終え、1541年にアイルランドを再び王国であると宣言したときに採用された。1603年にイングランド、スコットランド、アイルランドが王冠連合されると、それぞれを統一した紋章に統合された。竪琴は1922年にイギリスから分離したときにアイルランド自由国の紋章として採用された。1945年11月9日にアイルランドの国章として登録された。
竪琴の描写は時間とともに変化した。独立したアイルランド国家の紋章として1922年に復元されたとき、中世後期のゲーリック竪琴（アイリッシュ竪琴）であるトリニティ・カレッジ・竪琴がモデルとして使用された。
紋章バッジや使用頻度の低いクレストやリースなど、いくつかの変種が存在する。イギリスの王冠の下で1171か1541の間に存在していたアイルランドの中世レルムであるアイルランド卿は、別の紋章を持っていた（3つのゴールデンクラウンと白い境界線が付いた青色の背景に垂直に描かれている）。古代のミーズ王国の紋章の変種も、かつてアイルランドの紋章として使用されていたようである。

## 歴史
紋章学は本質的に封建芸術であるため、1169年にノルマン人がアイルランドに侵攻して、はじめてアイルランドの紋章が生まれたのは、芸術がイギリスやヨーロッパ大陸に普及してから数十年後のことだった。ヘラルド・オブ・アームズの言及は、最初のアイルランドのキング・オブ・アームズの創設に関する1392年のことだった。イギリスの紋章院の下にあったアイルランドのキング・オブ・アームズは、1552年に独立したアルスター・キング・オブ・アームズとアスローン・パースィバントによって継承された。1943年、アルスター・キング・オブ・アームズはイングランドのノーロイ・キング・オブ・アームズと合併し、ノーロイ・アンド・アルスター・キング・オブ・アームズを設立した。アイルランド紋章官の事務所はアルスター・キング・オブ・アームズの後継者として設立され、アイルランドの紋章は1945年11月9日にアイルランド紋章官によって登録された。
しかし、アイルランド王の紋章としての竪琴への言及は、最も古い中世の紋章のロールの1つで見つけることができる。Wijnbergenロールは1280年あたりからさかのぼるフランスの紋章ロールであり、オランダのデン・ハーグに保存され、アイルランドの王（le Roi d'Irlande）が「D'azure a la harpe d'or（金の竪琴のあるアジュール）」であるとされている。竪琴は伝統的にダビデ王に関連していたもので、中世のロールにはまれなチャージであり、竪琴を備えた2つの紋章だけが19の初期ロールのコレクションにリストされている。三角形の図柄は、12世紀と13世紀にジョン王とエドワード1世によって中世のアイルランドの貨幣に登場した。これらの図柄は粗野な竪琴であったか、アイルランドの硬貨を区別するための三角形の使用から竪琴が発達した可能性がある。竪琴がアイルランドの紋章であるという考えは、トリスタンの宮廷伝説における架空の人物、『le roi d'irlande』の言及に端を発している可能性があるとされている。あるいは、13世紀の有名な詩人の詩である『Tabhroidh Chugam Cruit mo Riogh』から派生したものかもしれないとされている。

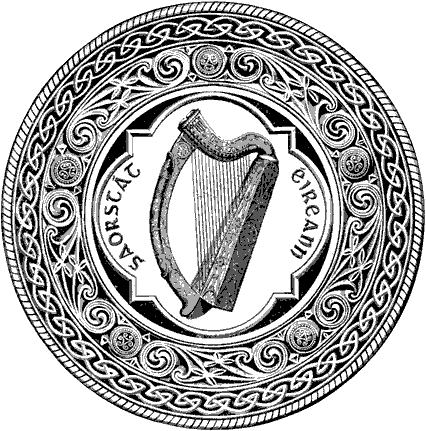
アイルランド自由国の国章

その起源が何であれ、竪琴は1541年にヘンリー8世によって設立されたアイルランド王国の象徴として採用された。ヘンリー8世の後期の統治、またはエドワード6世の息子の初期の統治のいずれかからのアルスター・キング・オブ・アームズの文書では、アイルランド王国の紋章だったと述べている。1603年に紋章は、イギリス、アイルランド、スコットランドのそれぞれを統一した紋章に統合された。1922年にイギリスからアイルランド自由国が離脱したとき、竪琴は独立したアイルランド国家の紋章となった。
今日、竪琴は、アイルランドの硬貨、パスポート、公式印章に使用されている。また、北アイルランド警察など、北アイルランドの多くの団体の紋章にも組み込まれている。竪琴は、ギネスやライアンエアーなどのアイルランド企業のエンブレムに、頻繁に使用されている。また、モントセラトやカナダなど、アイルランドやイギリスと歴史的に関連のある国々の紋章にも現れる。1984年に、紋章官によって承認された近代的なデザインの見本は、国の紋章に関連するパリ条約第6条の3に基づいて、アイルランド政府によって世界知的所有権機関に登録された。政府は竪琴の響板を右側にし、「左向き」の竪琴のみを登録した。司法長官室は右向きの竪琴も登録する必要があると感じていたが、特許代理人は1870年代以降のギネスビール醸造所のロゴで、そのような竪琴の使用を妨げるかもしれないと助言した。

## 大統領旗

アイルランドの大統領旗

1945年以来、竪琴はアイルランドの国章であると同時に、在任中のアイルランドの大統領の領章でもある。通常、領章は大統領旗の形の横断幕として作成されている。この旗は、大統領が住居しているダブリン城にあるアーレス・アン・ウフタラーンの屋根で国旗を掲揚しており、大統領専用車両にも掲げられている。他の大統領旗と紋章旗と同様に、半旗で掲揚されることはない。大統領旗がアイルランドの旗よりも優先されることはないが、イギリスの紋章旗はイギリスの国旗よりも優先される。

## かつての紋章
アイルランド卿は、1171年から1541年の間にイングランド君主の下に存在していたアイルランドの中世レルムであり、別々の紋章を持っていた。1467年 - 1468年のエドワード4世の委員会は、アイルランドの紋章記述は、「Azure, three crowns in pale Or, bordure Argent（3つの金の王冠は、白い境界線が付いた青色の背景に垂直に並べられている）」である。これらの紋章とアイルランドとの関係は、14世紀の変わり目にエドワード1世のスコットランド戦争で戦ったアイルランドの有力者（ノルマンとゲーリックの両方）から始まったと考えられている。これらは、アイルランド卿が聖ゲオルギウス十字で識別されたイギリスの領主と同じ方法で旗として採用したエドマンド殉教王の紋章だった。しかし、他の中世環境でもよく知られており、アーサー王に起因することが多い。
ヘンリー8世が教皇と分裂した後、3つの王冠はアイルランドの紋章として放棄されたと考えられている。厳密に、12世紀のノルマン人の侵攻に続いて、アイルランドはイギリスの君主の支配下にあった教皇の封建的な所有物だった。3つの王冠の紋章を変更する決定は、教皇冠には3つの冠があるため「教皇の封建的な主権を表すかもしれない」という考えから生まれた可能性があるとされている。
エリザベス朝の変種で、時々コイン、マップに3つ冠の代わりに3つを竪琴を使用しているのが1562年にあった。これは新しく確立されたアルスター・キング・オブ・アームズの作成であるように見え、ヘンリー8世の治世から使用されていた単一の竪琴紋章に取って代わるほどの人気を博することはなかった。このように、大英図書館の写本に描かれた1603年のエリザベス1世の葬儀場では、クランベルカルド伯爵がWijnbergenロールのようにアイルランドの横断幕を背負って示されている。
ミデ（ミーズ王国）の紋章の変種も、かつてアイルランドの紋章として使用されていたようである。ミーズは、現在レンスター地方の一部であり、かつてアイルランド上王の地方だった。その紋章は青いフィールドの王座に座っている王だった。アイルランドの紋章として使用された変種は、陛下が上にあり、背景が紺碧（青）のフィールドではなく、セーブル（黒）だった。

アイルランド卿の紋章
アイルランド王国の紋章

## 大紋章

稀に使用される紋章を含む、アイルランド王国の武装功績

1707年以降のアイルランド王国の国章

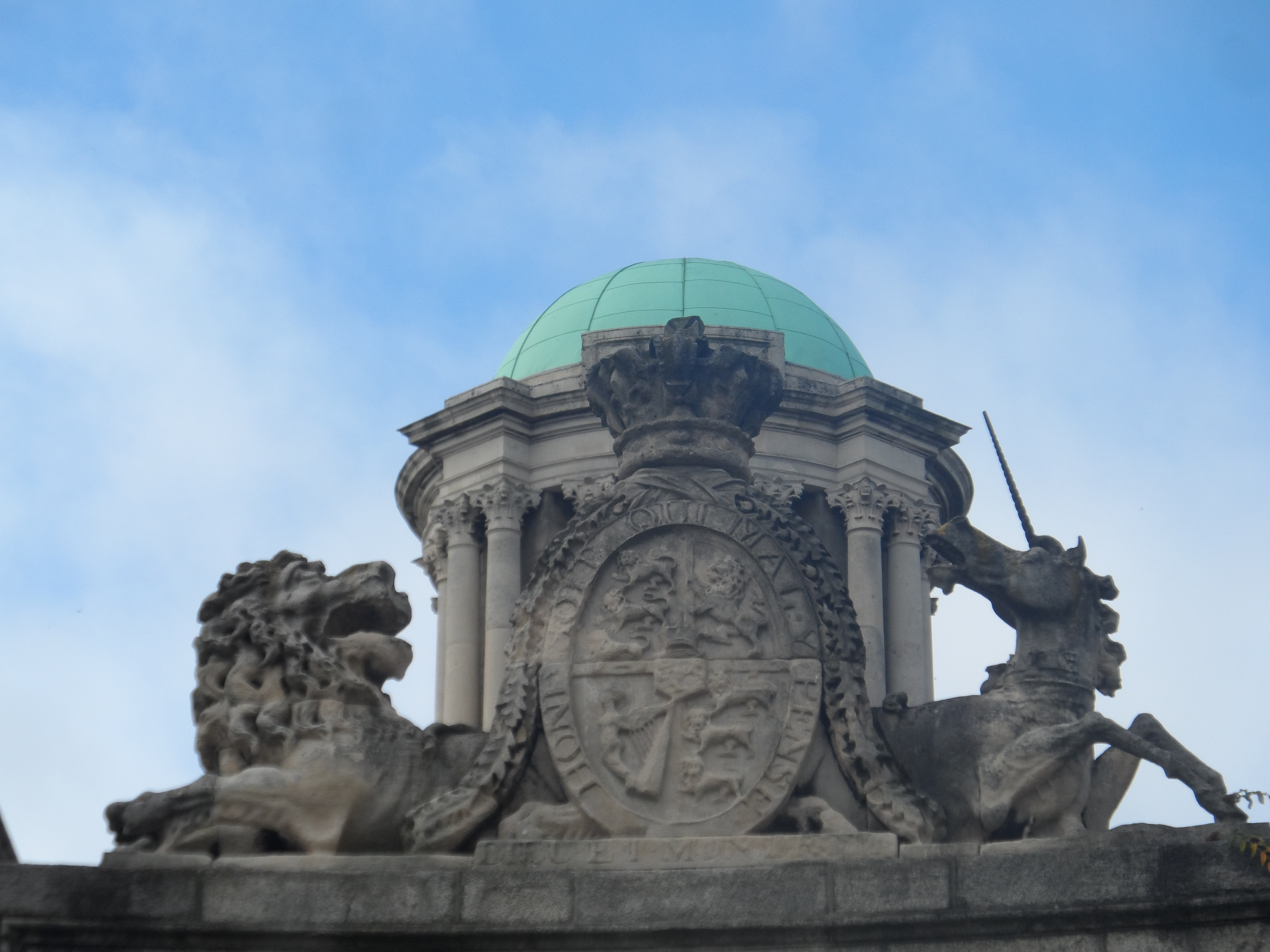
グレートブリテンおよびアイルランド連合王国の王室であり、ダブリンのキングズインに今も見えています。このバージョンには、女性の頭と胸のある竪琴と、中央にハノーヴァー朝のがあり、1816年から1837年までさかのぼる

現代のアイルランドの州で使用されている竪琴のデザインは、ダブリン大学のトリニティ・カレッジにある中世後期のアイリッシュ竪琴であるブライアン・ボルの竪琴に基づいている。
近代的なデザインは、以前の描写とは著しく異なる。17世紀には、船の船首のような、女性の頭と胸をもつ竪琴を描くことが一般的だった。
数字が9を下回らない場合（左側の図にもかかわらず）、30個の文字列をすべて表示する必要はない。弦は常にシルバーで、竪琴は常にゴールドである。
竪琴は青色の背景に描かれている。フィールドの色は、聖パトリックの青と呼ばれることもあり、アイルランドに関連する青の色合いに適用される名称である。イギリスとアイルランドの州で使用されている現在のデザインでは、フィールドは常に深い青色である。紋章の中での青の使用は、アイルランド神話の擬人化である「ゴームフレイス（Gormfhlaith）」に関連している。「Gormfhlaith」という単語は、アイルランド語の「Gorm（青）」と「flaith（主権）」の複合語である。アイルランドの初期の書物では、10世紀と11世紀のアイルランドの王朝の政治と密接に関連したいくつかの女王の名前として言及されていた。アイルランド国立図書館は、紋章の青い背景について説明しており、アイルランドの初期の神話では、アイルランド主権（愛: Flaitheas Éireann）は、しばしば青いローブを着た女性によって表されていたと述べている。
稀に使用されていた紋章は、ジェームズ1世の昇天のために作成されたと考えられている。紋章表記は、「A tower triple towered or, from the portal a hart springing argent, attired and unguled also or（オーアの三重の塔、門から跳ね返っているアージェントの雄鹿装具、オーアで着飾っているひづめ）」である。リースはオーアとアジュールだった。アイルランド王国の時代でさえ、リースと紋章はほとんど使用されていなかったようである。1801年の合同法から1949年のアイルランド共和国宣言まで、紋章は断続的にしか使用されていなかった。スコットランドとは異なり、アイルランドはイギリス国内で別個の紋章をつける権利を留保しなかった。紋章とリースは今日、アイルランドの州では採用されていない。
歴史的に、竪琴は王冠に乗り越えられることがよくあった。この場合、描写は紋章バッジとして、誰かまたは何かへの忠誠または財産を示すために、使用されるシンボルである。エリザベス1世は1586年の2番目のグレート・シールとしてバッジを使用した。このモチーフはテューダー朝時代のアイルランド卿の硬貨を特徴としており、アイルランド王国の硬貨にも引き続き使用されていた。イギリスの創設に続いて、このシンボルは、王立アイルランド警察隊と後に王立アルスター警察隊の帽章に使用された。今日、イギリス軍のアイルランド王室連隊の帽章で見ることができる。また、アイルランドでは竪琴が象徴として使用されている。

### サポーターとモットー

テューダー朝時代に作成されたアイルランドの紋章バッジは、王冠が付いていることでアイルランドの紋章と区別されている

アイルランドの紋章にはサポーターがいない。ただし、歴史的には、紋章の描写にさまざまなサポーターが付き添っている。たとえば、テューダー朝時代の後期には、ウェールズとイングランドを表すドラゴンとライオンを伴った描写が現れた。テューダー人はイングランドの君主だったが、ウェールズの家系だった。後世紀、イングランドとスコットランドの王冠連合に続いて、描写はライオンとユニコーンを伴って現れ、イングランドとスコットランドを表した。その他の描写には、アイルランドを表す2つの雄鹿、または雄鹿とライオンが含まれていた。ただし、これらはいずれも紋章の一部ではなく、芸術ライセンスの観点から解釈する必要がある。
愛国心が強いモットー、「Erin Go Bragh（アイルランド永遠に）」、聖パトリック勲章のモットーの「Quis separabit?（誰が我々を分離させるのか？）」、連合アイランド人会のモットーの「It is new strung and shall be heard（新しく、聞かれる必要がある）」など、アイルランドに関連するいくつかのモットーが竪琴の表現と一緒に使用されている。しかし、紋章のモットーがアイルランドに与えられたことはなく、紋章を伴うものはない。

## 緑の旗（グリーン・エンサイン）
アイルランドは、青（アジュール）のフィールドに竪琴が描かれていた紋章だけでなく、竪琴の旗も掲げていた。紋章と同じだが、青ではなく緑（ヴァート）のフィールドであり、紋章記述は「Vert, a Harp Or, stringed Argent（ヴァート、オーアの竪琴、アージェントの弦）」である。
緑の旗、またはグリーン・エンサインの最も早く知られている記録は、スペイン軍のアイルランド隊の17世紀の亡命者であり兵士であったオーウェン・ロー・オニールによるものである。氏の船、聖フランシスは、アイルランドへ向かう途中、ダンケルクの停泊地に横たわっていたときに、マストの頂上に「緑のフィールドのアイリッシュ竪琴」が掲揚していたと記録されている。オニールは清教徒革命（イギリス、アイルランド、スコットランドを巻き込む一連の内戦）の間にアイルランド南部戦争（1641年から1653年）に参加するためにアイルランドに戻り、そこで主要な将軍として貢献した。緑の旗の変種は、1798年の反乱の際に合同アイルランド人会によって使用され、海外でもアイルランド隊のアメリカ南北戦争（1861年から1865年）、メキシコ軍にいた聖パトリック大隊の米墨戦争（1846年から1848年）などで使用された。

アイルランド王国には公式の国旗はなかったが、18世紀と19世紀の情報源によってアイルランドの旗として記録されている。特に18世紀と19世紀には、船首旗として、また非公式でアイルランドの軍艦旗として使用されていた。現在のレンスター地方の紋章はそれに由来すると考えられている。

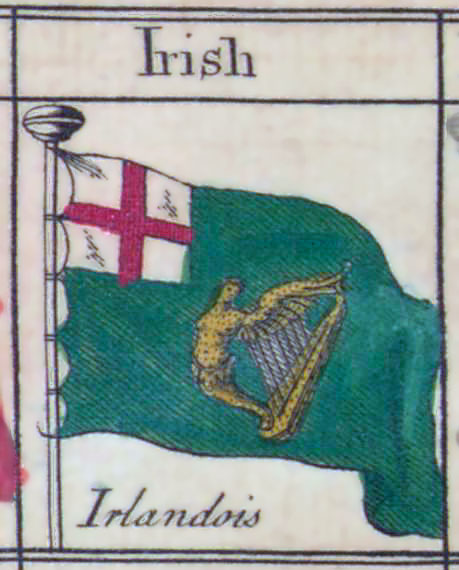
『Bowles's Universal Display of the Naval Flags of all Nations』からのアイルランドの非公式なグリーン・エンサイン（1783年）
?グリーン・エンサイン（愛: An Meirge Uaine, 英: Green Ensign）

## 4つの地方の紋章と旗
アイルランドの4つの伝統的な地方の紋章は、一般的にアイルランドの紋章として4分の1で象徴される。4分の1は通常、最初にレンスター、2番目にコノート、3番目にアルスター、4番目にマンスターの順に描かれている。結果として紋章旗の形で頻繁に表されている。また、他の紋章やエンブレムでも使用される。たとえば、アイルランド紋章官が率いる家系図書室の紋章は、「a chief Gules, charged with a Tudor Portcullis Or between two Scrolls Argent（ギュールズのチーフ、2つのアージェントの巻物の間にオーアのテューダー朝の落とし格子）」とされている。
レンスターの紋章、「Vert, a Harp Or, stringed Argent（ヴァート、オーアの竪琴、アージェントの弦楽器）」は、チンキの変化によってアイルランドの紋章から進化した可能性が高いと考えられている。同様に、マンスターの紋章、「Azure, three antique crowns Or（アジュール、3つのオーアのアンティーク冠）は、旧アイルランド卿、または1386年にロバート・ド・ヴィアーのために作成されたアイルランド公爵から派生したと考えられている。紋章は現在、「アンティーク」または「東洋」として次のように描かれている：「a gold rim with eight sharp, triangular rays, of which five are seen（金の周縁と8本の鋭い三角形の光線があり、そのうち5本が見える）」。
アルスターの紋章は、オバールの「レッドハンド紋章」とドブルグの紋章、アルスター伯爵で組み合わされたものである。これら二つの王朝とシンボルは不可分にアルスターに関連されている。紋章記述は、「Or, on a Cross Gules, an inescutcheon Argent, charged with a dexter hand erect aupaumee and couped at the wrist Gules（オーア、十字ギュールズの上に、アージェントのインエスカッシャン、ギュールズの向かって右側の手首で切断された手が直立）」とされている。
最後に、コノートの紋章記述は、「Party Per Pale Argent and Azure, in the first an eagle dimidiated and displayed Sable in the second issuant from the partition an arm embowed and vested, the hand holding a sword erect, all Argent（アージェントとアジュールのパーティ・パー・ペイル、最初にワシがクロテンと二分で表され、二つ目にパーティションから出ている切断された腕は曲げられ、甲冑を着ており、手に剣を持ち、すべてがアージェント）」とされている。これらは、ドイツのレーゲンスブルクにある中世のスコットランド修道院（ゲーリック修道院）の紋章から採用されたと考えられている。少なくとも14世紀にさかのぼるレーゲンスブルク、スコットランド修道院の紋章は、オブライアン王朝の紋章と関連している可能性のあるシンボルでマーシャリングされた神聖ローマ皇帝（修道院が保護を受けた）の紋章と組み合わせたものである（11世紀のオブライエンは修道院の「寄贈者」として記載されている）。コノート王であり、アイルランドの最後の上王であるルアイドリ・オ・コホバー（Ruaidrí Ua Conchobair）に、後援者からの贈り物として、ノルマン人の侵略前に修道院から与えられた可能性がある。紋章は、1575年ごろにアスローン・パーシヴァント・オブ・アームズ、エドワード・フレッチャーによってアイルランドの「old tyme arms（古い紋章）」として与えられた。ティンクチャーのわずかな変更により、17世紀にコノートの紋章となった。

アイルランドの4つの地方の紋章
アイルランドの4つの地方の伝統的な紋章を組み合わせた旗
アイルランドの地方紋章[18]（中央にはミドの紋章があり、4分の3にはヒュー・ド・レイシー（1205年から1243年までのアルスター伯爵）の紋章があり、アルスターを象徴している